# Madre Croacia

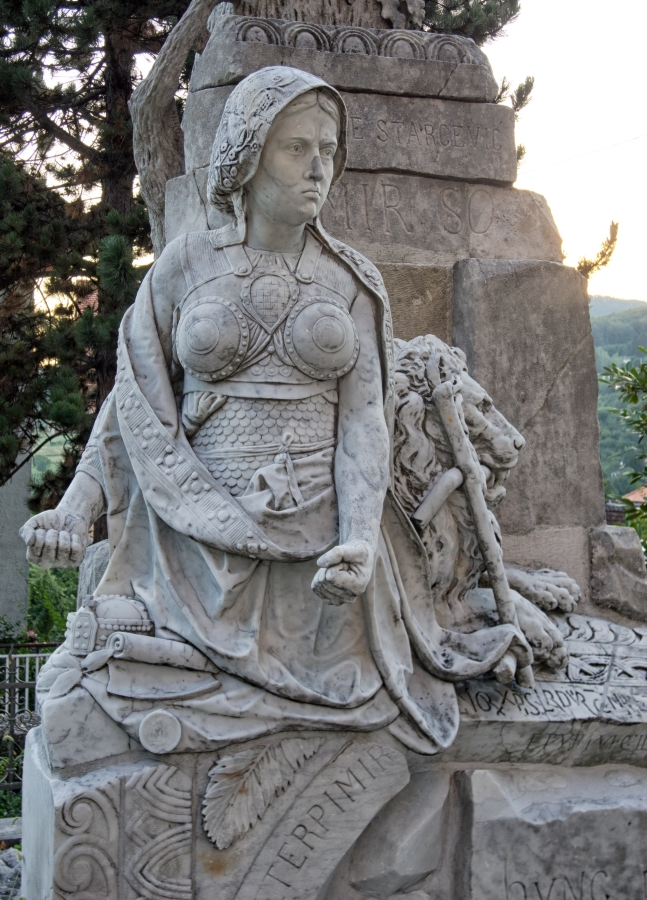
Monumento de Ivan Rendić que representa a Croacia como una guerrera desafiante.

Madre Croacia (en croata: Mati Hrvatska) es la personificación nacional de Croacia y un emblema nacional de esta nación.

## Historia
La nación de Croacia ha sido retratada históricamente como una patria, y a menudo se personifica como una figura femenina que evoca el papel tradicional de la mujer como madre y cuidadora. Durante el movimiento ilirio en el siglo XIX, muchos escritores e intelectuales destacados utilizaron la figura de la Madre Croacia para representar al pueblo croata, especialmente a favor de la nacionalidad y contra la autoridad húngara. El escritor Mijo Krešić escribió en respuesta a la creciente amenaza húngara a la ciudad croata Varaždin, "¡Los hunos se regocijan, pero la Madre Croacia se lamenta!".
La frase ha surgido en el Parlamento croata como una forma de describir la nación. Una vez en un discurso de Matija Mrazović en 1861 sobre la lucha contra la hegemonía húngara, "Que la Madre Croacia no dio a luz accidentalmente a un hijo, que en el Parlamento húngaro le negaría cualquier independencia" (Da hrvatska majka nije po nesreći rodila sina, koji joj je na Ugarskom saboru zaniekao svaku samostalnost). 
En otra ocasión, en junio de 1891, el Dr. Milan Amruš habló del país: "La Madre Croacia es una madre sana y enérgica" (Majka hrvatska je zdrava i čila majka).

## En la arquitectura y en el arte

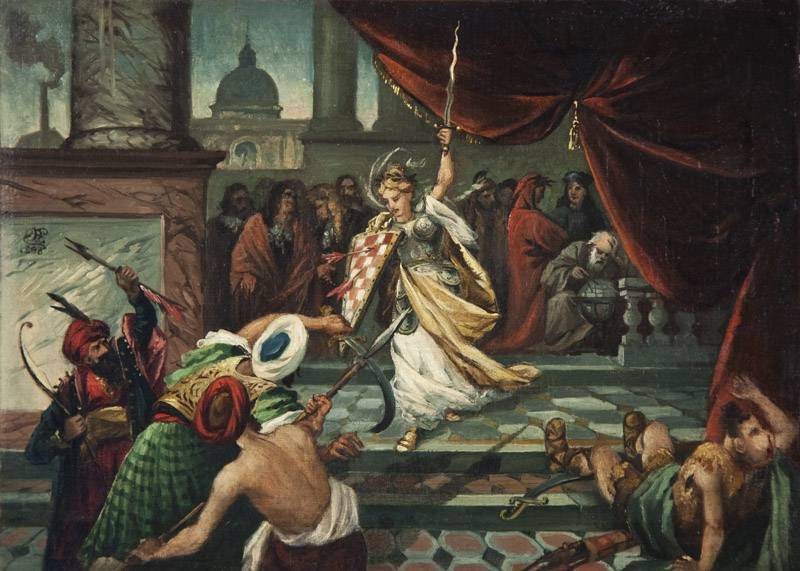
Antemurale Christianitatis (1892). Croacia es retratada como una mujer de pie y en armas como primera línea de defensa de Europa y el cristianismo ante los turcos.

El escultor croata Ivan Rendić creó varias piezas que representan a la Madre Croacia. Una es la tumba de Petar Preradović, que representa a una mujer joven (que representa a la Madre Croacia) mirando solemnemente hacia su lugar de descanso final mientras deposita sus flores encima. El monumento (originalmente la idea del escritor croata Franjo Marković), se inauguró el 14 de julio de 1879 con mucha fanfarria patriótica. Otra pieza de Rendić es la estatua de Ante Starčević frente a la iglesia de San Mirko en Zagreb. En la base de la estatua hay una mujer (la personificación de Croacia) vestida de guerrera, con los puños cerrados y el rostro desafiante, con la mirada fija al frente.
Una de las obras más conocidas de Ivan Meštrović, la Historia de los croatas, representa a una mujer vestida con el tradicional traje croata del interior de Dálmata, sosteniendo un gran volumen de trabajo en su regazo con Glagolitic texto inscrito en el frente. La mujer (cuya semejanza se cree que es la propia madre de Meštrović), retrata a Croacia como una matriarca tradicional y guardiana del patrimonio y la historia de la nación.
En Antemurale Christianitatis ("Baluarte de la cristiandad") del pintor Ferdo Quiquerez, se representa a Croacia como una mujer que sostiene una espada y un escudo en la forma del escudo de Croacia. Se encuentra en la entrada de Europa y la protege del Turcos Otomanos. Detrás de ella, la Cúpula de basílica de San Pedro se erige como un símbolo del cristianismo, con figuras notables como Galileo Galilei y Dante Alighieri que representan la civilización occidental.
El artista croata-estadounidense Maksimilijan Vanka también pintó Croacia como madre para varios murales dentro de Iglesia croata de San Nicolás cerca de Pittsburgh.

## Poemas y canciones
El movimiento ilirio trajo muchos poemas y canciones al frente del renacimiento nacional croata. Muchos poemas que hacen referencia a la Madre Croacia se publicaron en periódicos y revistas literarias.
El clérigo y político Franjo Rački escribió una breve biografía del noble y obispo del siglo XV Šimun Kožičić Benja en 1861, donde lo describió como "nacido de una afligida Madre Croacia" (...porodi žalostna majka hrvatska.)
El poeta Silvije Strahimir Kranjčević publicó el poema "Hrvatskoj Majci" en su libro Bugarkinje (1885).
En 1882 Hugo Badalić escribió un poema para la inauguración de la Catedral de Đakovo en el este de Croacia, en el que proclama: "¡Regocíjate, oh Madre Croacia!".
August Harambašić publicó una colección de poemas de canciones patrióticas en 1895, que incluyen referencias a Croacia como una Madre para su pueblo.

## Galería

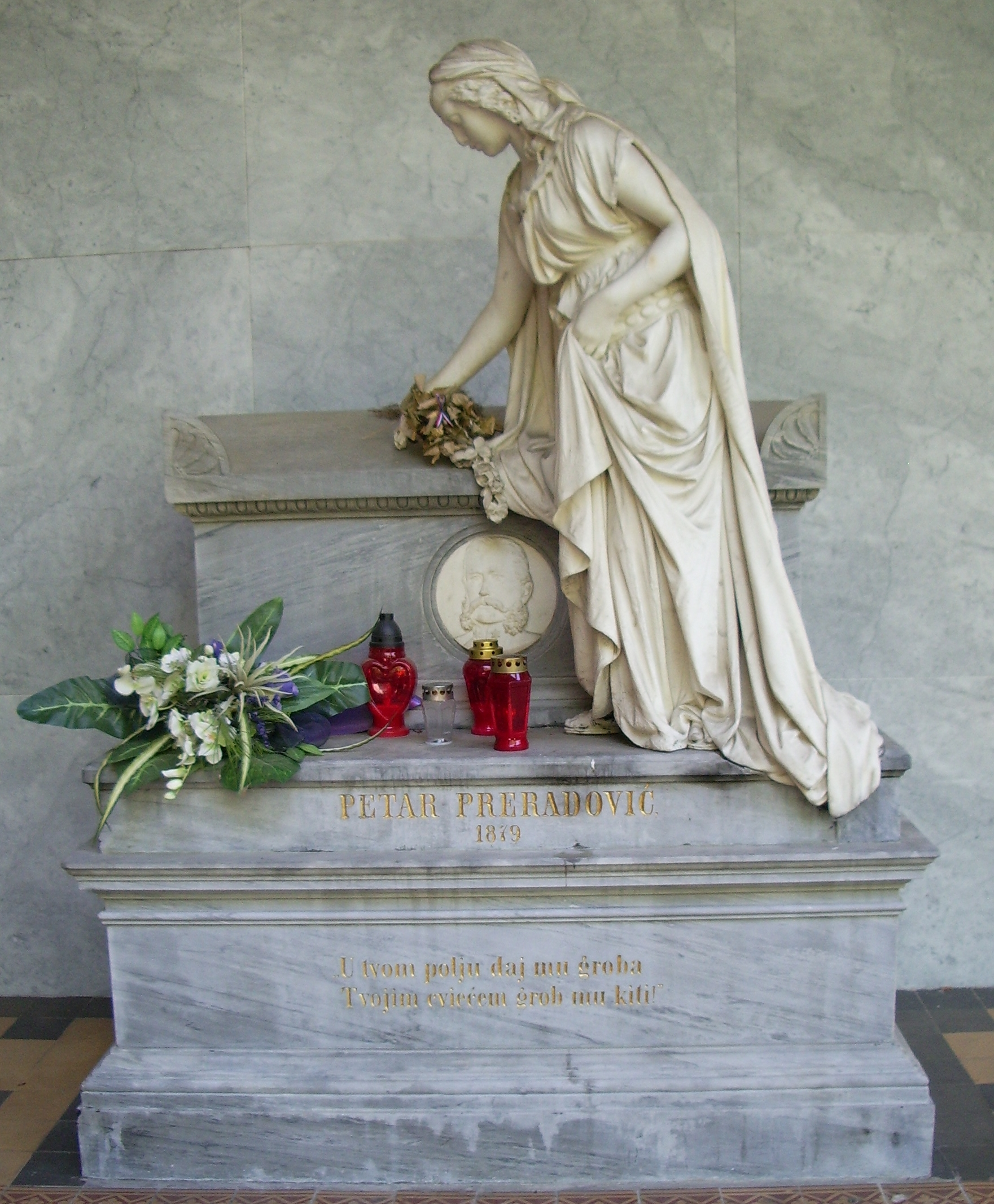
Una representación alegórica de la Madre Croacia que adorna la tumba de su hijo, el poeta Petar Preradović.
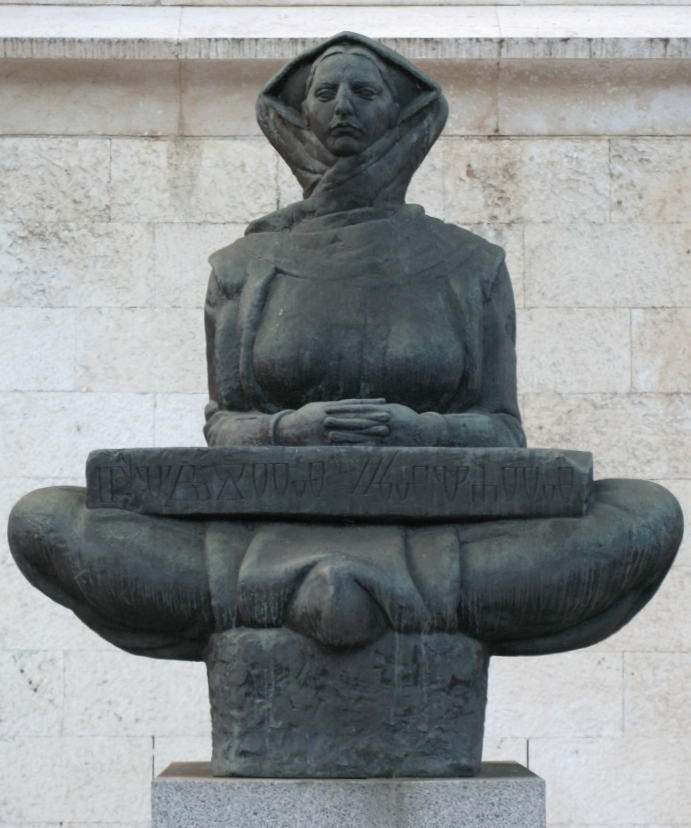
Historia de los croatas por Ivan Meštrović en Zagreb.
La estatua de la Madre Dalmacia frente al cementerio en el antiguo campo de refugiados de El Shatt en Egipto, donde miles de refugiados dálmatas fueron retenidos durante la Segunda Guerra Mundial.